# Martin Prošek
Martin Prošek (* 25. března 1979, Teplice) je český vysokoškolský učitel, jazykovědec, zaměřením bohemista, zastávající ode dne 3. října 2016 pozici ředitele Ústavu pro jazyk český Akademie věd České republiky (ÚJČ). Považuje se za jazykového tradicionalistu a je proti tzv. jazykovému inženýrství, jež nevychází ze skutečného stavu jazyka, ale pouze z apriorních, často ideologicky zabarvených představ kterékoli části společnosti včetně jazykovědců.

## Životopis
Martin Prošek vystudoval v roce 2001 magisterský studijní obor Učitelství českého a anglického jazyka pro 2. stupeň základních škol na PedF ZČU v Plzni, posléze již pokračoval v doktorském studijním programu na FF UK v Praze, které zde úspěšně ukončil obhájením jak tzv. malého (PhDr.), tak i tzv. velkého doktorátu (Ph.D.) v oboru filologie. Na počátku roku 2016 byl pak ustanoven ředitelem Ústavu pro jazyk český AV ČR.